# Wojciech Hajduk
Wojciech Hajduk (ur. 26 grudnia 1966 w Rudzie Śląskiej) – polski prawnik i urzędnik państwowy, sędzia, w latach 2012–2015 podsekretarz stanu w Ministerstwie Sprawiedliwości.

## Życiorys
Ukończył studia na Wydziale Prawa i Administracji Uniwersytetu Śląskiego. Po odbyciu aplikacji sądowej od 1994 orzekał jako asesor w Sądzie Rejonowym w Gliwicach. W 1996 uzyskał nominację na sędziego sądu rejonowego, był m.in. przewodniczącym wydziału cywilnego. W 2002 został sędzią Sądu Okręgowego w Gliwicach, również tam kierował wydziałem cywilnym, zaś od 2007 pełnił funkcję prezesa tego sądu. W marcu 2012 przeszedł do Ministerstwa Sprawiedliwości, obejmując funkcję Dyrektora Departamentu Sądów, Organizacji i Analiz Wymiaru Sprawiedliwości.
18 września 2012 powołany na stanowisko wiceministra sprawiedliwości w randze podsekretarza stanu. Odwołany z tego stanowiska 18 listopada 2015.
27 kwietnia 2020 zastępca rzecznika dyscyplinarnego sędziów sądów powszechnych Przemysław Radzik skierował do Izby Dyscyplinarnej Sądu Najwyższego przeciwko niemu sprawę dyscyplinarną. Zarzuca mu się, że jako podsekretarz stanu w Ministerstwie Sprawiedliwości, złożył nierzetelny wniosek o przyznanie 255 tys. zł preferencyjnej pożyczki mieszkaniowej z funduszy resortu, a następnie, po otrzymaniu odmowy z Departamentu Sądów Organizacji i Analiz Wymiaru Sprawiedliwości ze względu na brak podstawy prawnej udzielenia pożyczki, podtrzymał swój wniosek, po czym w grudniu 2013 zawarł umowę pożyczki z MS i otrzymał wnioskowane 255 tys. zł..